# Giovanni Barsotti
Giovanni Barsotti (Lucca, 1799 – Lucca, 14 dicembre 1870) è stato un matematico italiano.

## Biografia
È stato un insegnante di meccanica razionale all'Università di Lucca e poi in quella di Pisa. Membro dell'Accademia lucchese.
Il 19 novembre 1843 divenne socio dell'Accademia delle scienze di Torino.
Viene ricordato per alcune ricerche sulle equazioni algebriche e le funzioni iperboliche.